# アンデルス・セルシウス

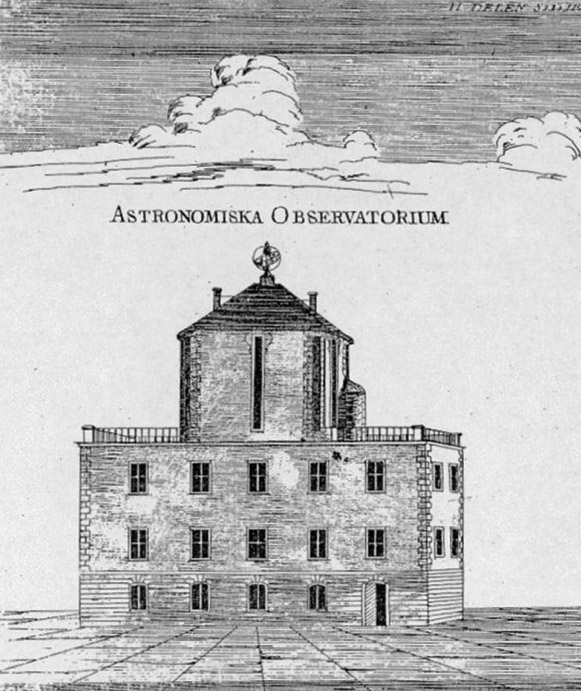
セルシウスが創設した天文台（同時代の版画家による木版画）

アンデルス・セルシウス（Anders Celsius [ˌanːdəʂ ˈsɛlːsiɵs]、1701年11月27日 - 1744年4月25日）は、スウェーデンの天文学者・測地学者。名前は、現代スウェーデン語の発音により忠実な日本語表記はアンダシュもしくはアンデシュである。

## 経歴・人物
1701年、スウェーデンのウプサラ県ウプサラ、もしくはイェヴレボリ県オヴァノーケルに生まれた。天文学者だった父から学んだ後、ウプサラ大学で学び、1730年から1744年まで同大学で天文学の教授を務めた。ただし1732年から1735年までの3年間はドイツ、イタリア、フランスの有名な天文台を巡る旅行をしていた。
セルシウスは自身の観測を含む1716年から1732年までの延べ316回のオーロラの観測結果を収集し、1733年にそれらをまとめてドイツのニュルンベルクで刊行した。また、アイザック・ニュートンが予想した地球の形状（扁球説）がジョヴァンニ・カッシーニの測量結果（長球説）と一致せず論争が続いていた問題に関して、より正確な子午線の測定をフランスのパリ滞在中に提唱。1736年には子午線弧長の測量のためフランス王立科学アカデミーが組織したフランス探検隊とともに、スウェーデンのラップランド（トルネ谷）へ赴いた。この探検によって扁球説が正しいことが実証された。
1741年にセルシウスはウプサラ天文台の創立者の1人として天文台長に就任し、翌1742年にはスウェーデン王立科学アカデミーに投稿した論文の中で、世界最初の実用的温度計を提唱した。これは100分目盛りの温度計でセルシウス温度計の基となった。ただし、1742年のセルシウスの提案は、水の沸点を0度、氷点を100度とするもので、現在のセルシウス温度とは逆の目盛りとするものであった。W.E.Middletonの1966年の論文ではカール・フォン・リンネらにより1752年までに目盛りは氷点0度、水の沸点100度に改められたという（これには異論が存在する。セルシウス度を参照）。
1744年、セルシウスは結核によりウプサラで没し、ガムラ・ウプサラのウプサラ教会に埋葬された。セルシウスの名は、その功績を称えて、月のセルシウス・クレーターや鉱物の重土長石としても残っている。
小惑星(4169) Celsiusはセルシウスの名前にちなんで命名された。

## 出版物
- "Nova Method us distantiam solis a terra determinandi"（1730）
- "De observationibus pro figura telluris determinanda"（1738）